# Miltha xantusi
Miltha xantusi is een tweekleppigensoort uit de familie van de Lucinidae. De wetenschappelijke naam van de soort is voor het eerst geldig gepubliceerd in 1905 door Dall.